# Grentheville
Grentheville település Franciaországban, Calvados megyében. Lakosainak száma 1005 fő (2022. január 1.). Grentheville Cagny, Cormelles-le-Royal, Frénouville, Ifs, Mondeville és Soliers községekkel határos.

## Népesség
A település népességének változása:
| Lakosok száma | 224  | 311  | 597  | 930  | 872  | 874  | 901  | 973  | 964  | 1005 |
|               | 1968 | 1982 | 1990 | 2006 | 2013 | 2015 | 2017 | 2019 | 2020 | 2022 |